# Turn All the Lights On
"Turn All the Lights On은 미국의 가수 티-페인의 노래이다. 피쳐링에는 니요가 참여했으며, 미국에서는 별 성적을 거두지 못했으나 가온 차트 팝 부분 등에서 1위를 하는 모습을 보여준 곡이기도 하다. 유명한 클럽 노래이기도 하다.

## 곡 목록
- Digital download

1. "Turn All the Lights On" (featuring Ne-Yo) – 3:37

## 인증
| 국가                                                  | 인증     | 판매량/출하량 |
| ----------------------------------------------------- | -------- | ------------- |
| 오스트레일리아 (ARIA)                                 | 플래티넘 | 70,000^       |
| 뉴질랜드 (RMNZ)                                       | 플래티넘 | 15,000*       |
| *판매량을 기반으로 한 인증 ^출하량을 기반으로 한 인증 |          |               |